# Ancona (provincie)
De provincie Ancona ligt in de Italiaanse regio Marche. In het noorden grenst ze aan de provincie Pesaro-Urbino, in het westen aan de provincie Perugia (Umbrië) en in het zuiden aan de provincie Macerata.

## Territorium
In het oosten van de provincie liggen de Apennijnen, de hoogste top is hier de Monte Maggio (1361 meter). De bergketen vormt een natuurlijke grens met de regio Umbrië. De enige plaats van betekenis in dit deel van de provincie is Fabriano. Het binnenland is heuvelachtig, meer in richting van de kust worden er veel druiven verbouwd voor de wijnproductie. Aan de kust zijn overwegend zandstranden te vinden. Uitzondering is de kaap Conero met zijn steile rotskust nabij de hoofdstad Ancona. Deze stad behoort tot de belangrijkste havens van de Adriatische Zee.

## Bezienswaardigheden
De havenstad Ancona, is gebouwd tegen de helling van de Monte Conero. Ondanks de zware bombardementen in de Tweede Wereldoorlog, die grote delen van het historische centrum wegvaagden, telt de stad nog vele bezienswaardigheden. De vroegmiddeleeuwse kathedraal San Ciriaco ligt net buiten het centrum. Niet ver daarvandaan liggen de resten van een Romeins amfitheater. Aan de haven staat de 14 meter hoge triomfboog van Trajanus uit het jaar 100. Andere belangrijke gebouwen zijn het Lazzaretto, eveneens aan de haven en de kerken Gesù en S. Maria della Piazza. Het gebergte van de Conero, 572 meter, is van verre al te zien, het is de enige berg aan dit deel van de Adriatische kust. Vanuit zee rijzen de witte hellingen steil omhoog. Het gebied is tot natuurpark verklaard. 
Numana en Sirolo zijn populaire badplaatsen. Loreto, op een paar kilometer afstand van zee, is een belangrijk bedevaartsoord. De bedrijvige stad Jesi heeft de bijnaam Milaan van de Marken. De Romeinen stichtten de stad in de tweede eeuw voor Christus onder de naam Aesis. Jesi heeft een goed geconserveerd middeleeuws centrum met een indrukwekkende stadsmuur. In het binnenland liggen niet ver van het kunststadje Fabriano de wereldberoemde grotten van Frasassi met hun spectaculaire stalactieten en stalagmieten.

## Belangrijke plaatsen
- Ancona (101.641 inw.)
- Senigallia (44.176 inw.)
- Jesi (39.909 inw.)
- Fabriano (30.987 inw.)
- Osimo (31.105 inw.)
- Falconara Marittima (28.148 inw.)

## Foto's

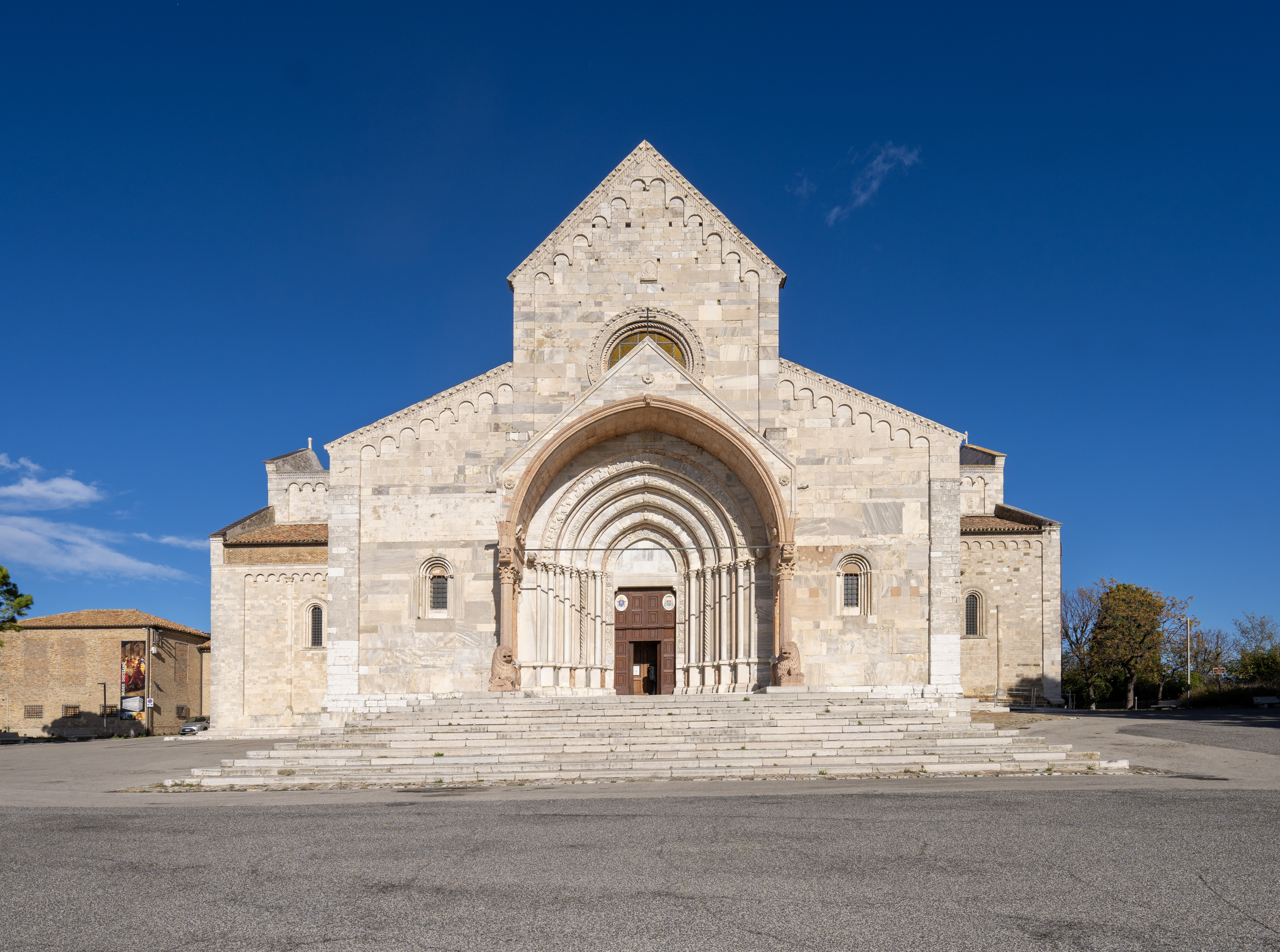
Ancona; kathedraal
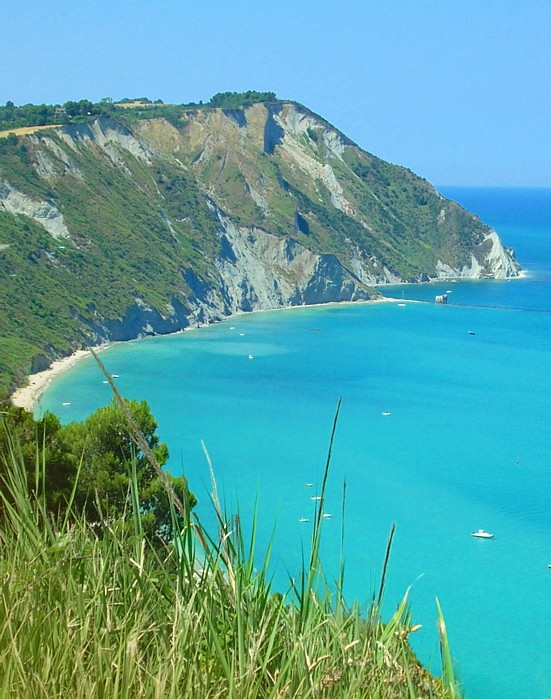
Conero
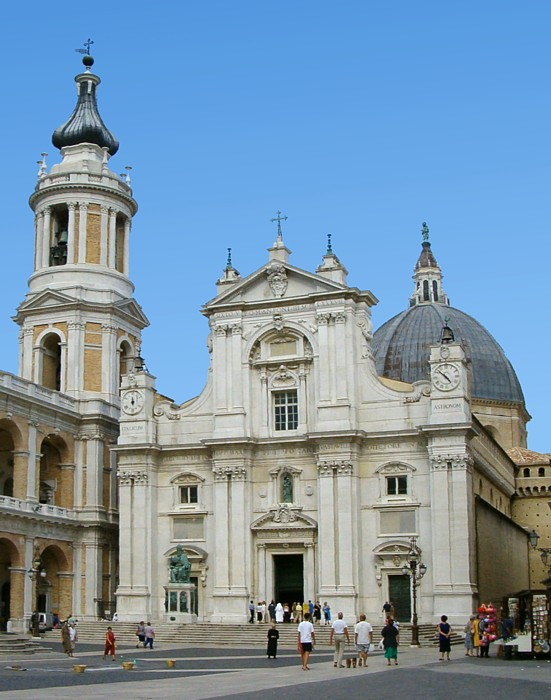
Loreto